# Lista de parques estaduais do Arkansas
Lista de parques estaduais do Arkansas, nos Estados Unidos.

## 0–9
Sem registro.

## A
- Arkansas Post Museum

## B
- Parque Estadual Bull Shoals-White River
- Parque Estadual Burns Park

## C
- Parque Estadual Cane Creek
- Parque Estadual Conway Cemetery
- Parque Estadual Cossatot River

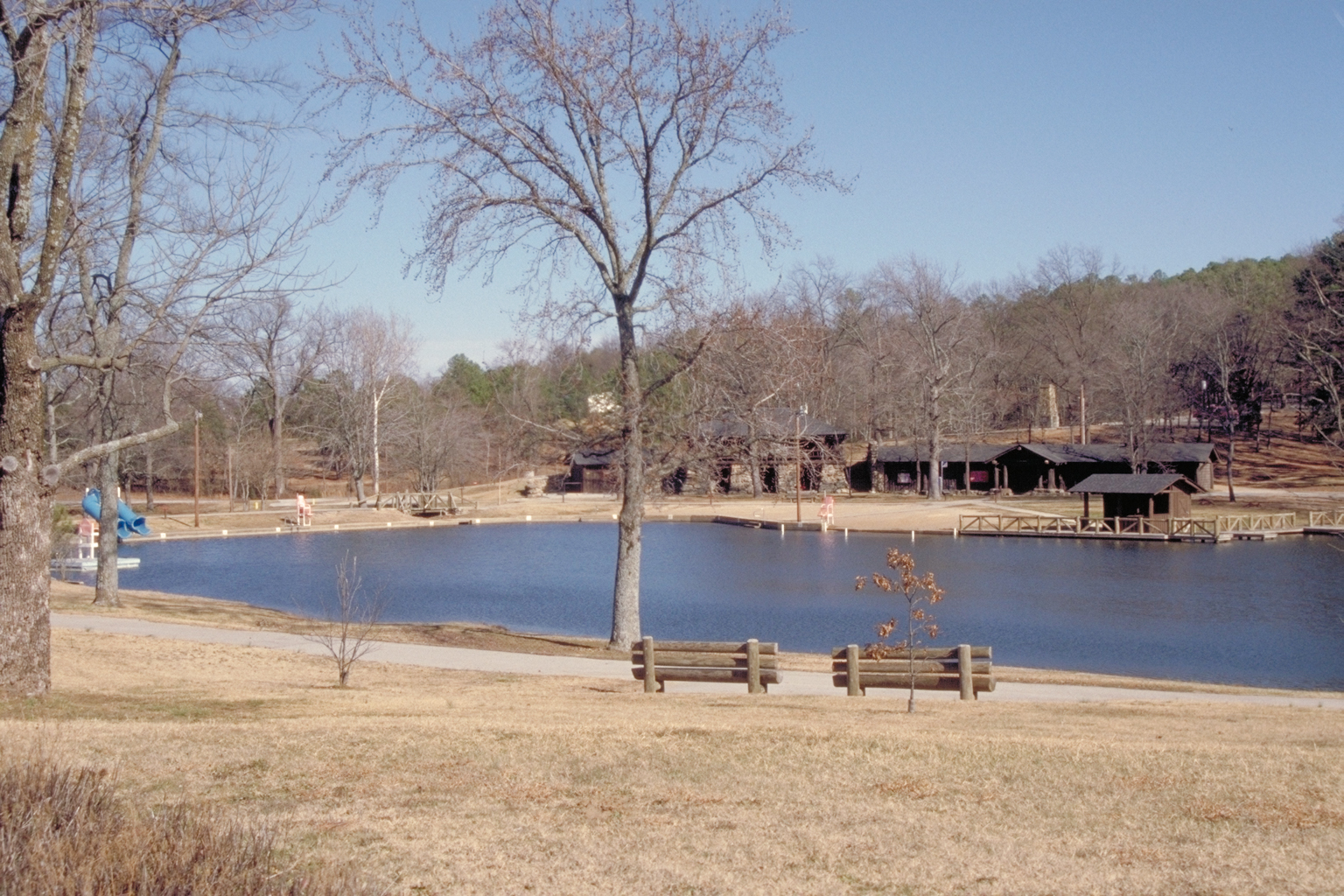
Parque Estadual Crowley's Ridge

- Parque Estadual Crater of Diamonds
- Parque Estadual Crowley's Ridge

## D
- Parque Estadual Daisy
- Parque Estadual DeGray Lake Resort
- Parque Estadual Delta Heritage Trail
- Parque Estadual Devil's Den

## E
Sem registro.

## F
Sem registro.

## G
Sem registro.

## H
- Parque Estadual Hampson Museum
- Parque Estadual Herman Davis
- Parque Estadual Hobbs (área de conservação)

## I
Sem registro.

## J
- Parque Estadual Jacksonport
- Parque Estadual Jenkins' Ferry

## K
Sem registro.

## L
- Parque Estadual Lake Catherine
- Parque Estadual Lake Charles
- Parque Estadual Lake Chicot
- Parque Estadual Lake Dardanelle
- Parque Estadual Lake Fort Smith
- Parque Estadual Lake Frierson
- Parque Estadual Lake Ouachita
- Parque Estadual Lake Poinsett
- Parque Estadual Logoly

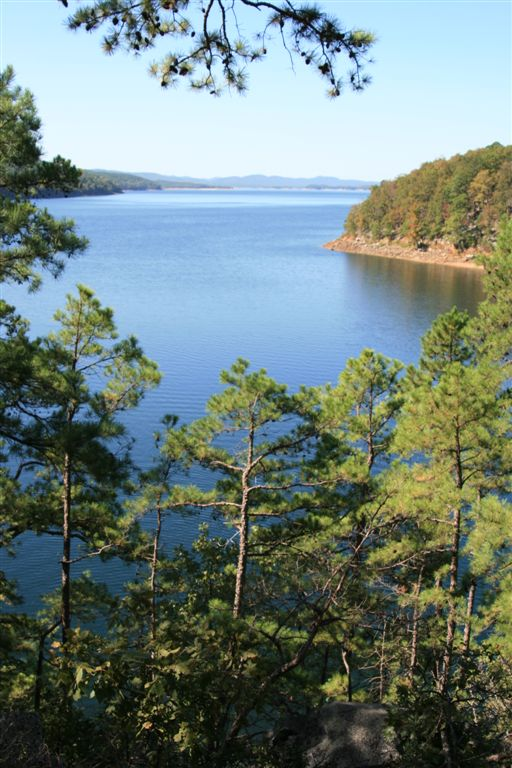
Parque Estadual Lake Ouachita

- Parque Estadual Louisiana Purchase
- Parque Estadual Lower White River (também é museu)

## M
- Museu de Plantação e Agricultura
- Museu de Recursos Naturais de Arkansas
- Parque Estadual Mammoth Spring
- Parque Estadual Marks' Mills
- Parque Estadual Millwood
- Parque Estadual Moro Bay
- Parque Estadual Mount Magazine
- Parque Estadual Mount Nebo

## N
Sem registro.

## O
- Parque Estadual Old Davidsonville
- Parque Estadual Old Washington
- Parque Estadual Ozark Folk Center

## P
- Parque Estadual Parkin Archeological
- Parque Estadual Petit Jean
- Parque Estadual Pinnacle Mountain
- Parque Estadual Poison Spring
- Parque Estadual Powhatan Courthouse
- Parque Estadual Prairie Grove Battlefield

## Q
- Parque Estadual Queen Wilhelmina

## R
Sem registro.

## S
- Parque Estadual South Arkansas Arboretum

## T

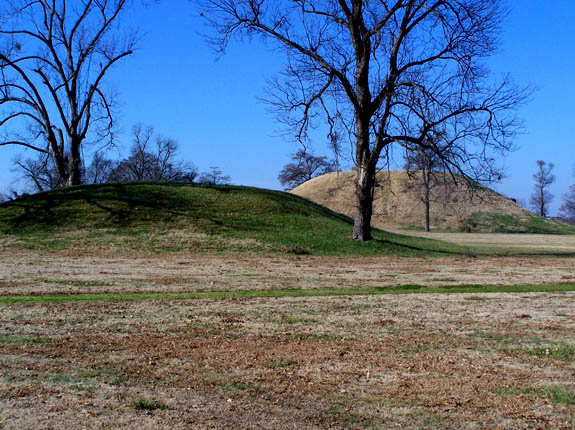
Parque Estadual Toltec Mounds Archeological

- Parque Estadual Toltec Mounds Archeological

## U
Sem registro.

## V
Sem registro.

## W
- Parque Estadual White Oak Lake
- Parque Estadual Withrow Springs
- Parque Estadual Woolly Hollow

## X
Sem registro.

## Y
Sem registro.

## Z
Sem registro.